# Cementerio San Atilano
El Cementerio San Atilano (De nombre oficial Cementerio Municipal San Atilano) es un cementerio municipal ubicado en Zamora. Data del primer tercio del siglo XIX y su construcción se debe a una epidemia de cólera que asoló la ciudad. Se encontraba en las cercanías la ermita de San Atilano que corresponde al lugar donde estaba el Hospital de San Vicente de Cornú, y junto a él, la Hospedería donde cuenta la tradición tuvo lugar el milagro del anillo de San Atilano a finales del siglo X. La hospedería se transformó con el tiempo en ermita.

## Historia
La portada ubicada a la entrada del cementerio municipal fue edificada en 1714, tal y como se ve en la inscripción grabada en la pizarra, adyacente a los escudos de la ciudad. Antes de la existencia de este cementerio los cuerpos se sepultaban en el Hospital del Comendador Don Alonso Sotelo o en el de la Hospital de la Encarnación. Empleándose también algunas de las decenas de iglesias existentes en la ciudad. Generalmente se hacían en pequeñas áreas anejas. 
Durante la guerra civil española allí fueron enterradas 875 personas víctimas de la represión del bando sublevado. En el registro se hizo constar: «hallado muerto» o «ejecutado por sentencia».